# Dorothea Klumpke
Dorothea Klumpke Roberts (San Francisco, 9 de agosto de 1861-San Francisco, 5 de octubre de 1942) fue una astrónoma estadounidense, que dirigió la Agencia de Medidas en el Observatorio de París. Recibió la Legión de Honor en reconocimiento a su trabajo.

## Biografía
Su padre, John Gerard Klumpke (1825-1917), era un inmigrante alemán que arribó a California en 1850 atraído por las expectativas de riqueza suscitadas por la Fiebre del Oro y que posteriormente llegó a ser un exitoso agente inmobiliario en San Francisco. Se casó con Dorothea Mathilda Tolle en 1855 y crearon una familia con cinco hijas y dos hijos.
Dorothea se trasladó en 1877 a París, Francia, mientras que sus cuatro hermanas fueron educadas en escuelas de Alemania y Suiza. Todas las hermanas hicieron carreras brillantes: Anna Elizabeth Klumpke, pintora y compañera sentimental de la pintora de animales francesa Rosa Bonheur; Julia Klumpke, violinista y compositora; Mathilda, pianista renombrada y alumna de Marmontel, y la neuróloga Augusta, que con su marido el médico Joseph Jules Dejerine estableció una clínica y escribió numerosas publicaciones.
Tras matricularse en la Universidad de París, Dorothea también comenzó a estudiar música, pero posteriormente se orientó hacia la astronomía. Recibió su licenciatura en 1886 y el doctorado en 1893. En 1887 aceptó un puesto en el Observatorio de París. Aquí trabajó con Guillaume Bigourdan y Léopold Schulhof, y más tarde con los pioneros astrofotógrafos Paul y Prosper Henry, que trabajaban con un refractor de 34 cm fotografiando  planetas menores (asteroides). Su trabajo consistió en medir las posiciones de las estrellas, procesando astrofotografías, y estudiando espectros estelares y meteoritos.

## Trabajo
En 1886 sir David Gill propuso construir un atlas de los cielos. La idea recibió un soporte muy entusiasta, especialmente por parte del Director del Observatorio de París, el almirante Amédée Mouchez, quien convocó una reunión internacional en París. Esto condujo al proyecto de la Carte du Ciel, que requirió fotografiar el cielo entero mostrando estrellas tan débiles como de magnitud 14. El Observatorio de París contribuyó haciendo la mayor porción del cielo. Se intentó también dibujar un catálogo de todas las estrellas hasta la magnitud 11.
A pesar de ser una mujer, y en una competición feroz con 50 hombres, consiguió el puesto de Director de la Agencia de Medidas en el Observatorio de París.
En 1896 navegó a Noruega en el barco noruego Norse King, para registrar el eclipse solar del 9 de agosto de 1896. La observación del eclipse no fue un éxito debido a las nubes, aunque el viaje propiciaría que conociera a Isaac Roberts, un empresario viudo galés de 67 años aficionado a la astronomía convertido en un pionero de la astrofotografía. Roberts, que había asistido al Congreso de la Carte du Ciel en París, había equipado su observatorio privado con un reflector de 50 cm con cámara y con un refractor Cooke de 13 cm.
En 1899, los astrónomos habían pronosticado una gran lluvia de meteoritos, actualmente conocida como las Leónidas. En Francia se escogió a una astrónoma, Dorothea Klumpke, para ser la encargada de subir en un globo para observar la lluvia de meteoritos, pero la tentativa resultó un completo fracaso. 
Cinco años después de conocerse, Dorothea e Isaac contrajeron matrimonio en 1901 y se establecieron en Sussex. Dorothea dejó su trabajo en el Observatorio de París para estar con Isaac, al que ayudó en un proyecto para fotografiar las 52 "áreas de nebulosidad" de Herschel. Su matrimonio acabó muy pronto con la muerte de Isaac en 1904, heredando todos sus resultados astronómicos y una fortuna considerable.
Permaneció en su casa de Sussex y completó la fotografía de las 52 áreas, después de lo que se trasladó a vivir con su madre y con su hermana, Anna, al Castillo Rosa Bonheur, llevándose consigo todas las placas fotográficas. Regresó al Observatorio de París y estuvo 25 años procesando las placas y las notas de Isaac, publicando periódicamente los resultados. En 1929 publicó un catálogo completo de su toma de datos, denominado El Atlas de Isaac Roberts de las 52 Regiones, una Guía hacia las Áreas de Nebulosidad de William Herschel. Se le concedió el Premio Hèléne-Paul Helbronner en 1932 de la Academia de Ciencias de Francia por esta publicación.
A través de una donación de Dorothea en honor de su marido, la Société astronomique de France (la Sociedad Astronómica francesa) estableció el Premio Dorothea Klumpke-Isaac Roberts para la promoción del estudio de las anchas y difusas nebulosas de William Herschel, los objetos oscuros de Barnard, o las nubes cósmicas de R. P. Hagen. Este premio bienal se concedió por primera vez en 1931 y se continúa entregando en la actualidad.
Dorothea Klumpke murió el 5 de octubre de 1942, habiendo padecido los efectos de una salud delicada durante unos cuantos años.

## Honores
- Fue la primera receptora del "Prix de Dames" de la Société astronomique de Francia (sociedad astronómica de Francia) en 1889, y en 1893 fue nombrada Oficial de Academia de la Academia de Ciencias de Francia. Hasta entonces, estos honores no habían sido otorgados nunca a una mujer.

- El 14 de diciembre de 1893 leyó su tesis doctoral, L'étude des Anneaux de Saturne (El estudio de los anillos de Saturno) a una gran audiencia de académicos en la Sorbona, y se le concedió el grado de doctora en Ciencias; siendo la primera mujer que lo obtuvo.[1] Sus temas principales eran las matemáticas y la astronomía matemática. El comité examinador, compuesto por el Dr. Jean Gaston Darboux y los Drs. Félix Tisserand y Marie Henri Andoyer fue unánime en su elogio. Por otro lado, Harvard otorgó su primer doctorado en astronomía a Cecilia Helena Payne-Gaposchkin en 1925.

- El 22 de febrero de 1934, fue elegida Dama de la Legión de Honor con el mismo presidente francés que le entregó la Cruz. Poco después del premio, se mudó con su hermana Anna a San Francisco donde pasaron el resto de sus días. Dotó al Observatorio de París, la Sociedad Astronómica del Pacífico, y la Universidad de California para que ayudaran a aspirantes a astrónomos.

## Eponimia
- Los asteroides (339) Dorothea y (1040) Klumpkea fueron bautizados en su honor, así como el Premio Klumpke-Roberts de la Sociedad Astronómica del Pacífico.[8]